# Пјанеца (Торино)
Пјанеца (итал. Pianezza) је насеље у Италији у округу Торино, региону Пијемонт.
Према процени из 2011. у насељу је живело 13242 становника. Насеље се налази на надморској висини од 326 м.

## Становништво
Према резултатима пописа становништва 2011. у општини је живело 14.169 становника.
| 1931. | 1936. | 1951. | 1961. | 1971. | 1981.  | 1991.  | 2001.  | 2011.  |
| ----- | ----- | ----- | ----- | ----- | ------ | ------ | ------ | ------ |
| 2.977 | 2.994 | 3.583 | 4.543 | 8.743 | 10.140 | 11.416 | 11.236 | 14.169 |